# Bahía Blanca (zatoka)
Bahía Blanca – zatoka Oceanu Atlantyckiego, u brzegów Argentyny.
Ma długość 74 km, a głębokość dochodzi do 10 m. W zatoce znajdują się wyspy Zuraitas, Trinidad, Embudo i Bermejo (oraz inne mniejsze). Głównym portem jest Punta Alta.